# Darja Barysiewicz
Darja Siarhiejeuna Barysiewicz (biał. Дар'я Сяргееўна Барысевіч; ur. 6 kwietnia 1990) – białoruska lekkoatletka specjalizująca się w biegach średniodystansowych. Na początku kariery zajmowała się także biegami przełajowymi.
W 2016 brała udział w mistrzostwach Europy w Amsterdamie, gdzie nie przebrnęła przez eliminacje biegu na 1500 metrów.
Na tym samym dystansie zajęła siódmą pozycję podczas halowego czempionatu Europy w Belgradzie (2017). W tym samym roku wraz z koleżankami z reprezentacji sięgnęła po srebrny medal na IAAF World Relays w sztafecie 4 × 800 metrów.
Złota medalistka mistrzostw Białorusi oraz reprezentantka kraju w drużynowych mistrzostwach Europy.

## Osiągnięcia
| Rok  | Impreza                                   | Miejsce     | Konkurencja             | Lokata      | Wynik   |
| ---- | ----------------------------------------- | ----------- | ----------------------- | ----------- | ------- |
| 2007 | Olimpijski festiwal młodzieży Europy      | Belgrad     | bieg na 800 metrów      | –           | DNF     |
| 2007 | Olimpijski festiwal młodzieży Europy      | Belgrad     | bieg na 1500 metrów     | 4. miejsce  | 4:31,07 |
| 2008 | Mistrzostwa Europy w biegach przełajowych | Bruksela    | bieg juniorek           | 68. miejsce | 15:23   |
| 2016 | Mistrzostwa Europy                        | Amsterdam   | bieg na 1500 metrów     | eliminacje  | 4:14,06 |
| 2017 | Halowe mistrzostwa Europy                 | Belgrad     | bieg na 1500 metrów     | 7. miejsce  | 4:13,81 |
| 2017 | IAAF World Relays                         | Nassau      | sztafeta 4 × 800 metrów | 2. miejsce  | 8:20,07 |
| 2017 | Superliga drużynowych mistrzostw Europy   | Lille       | bieg na 1500 metrów     | 4. miejsce  | 4:14,37 |
| 2018 | Mistrzostwa Europy                        | Berlin      | bieg na 800 metrów      | eliminacje  | 2:04,65 |
| 2018 | Mistrzostwa Europy                        | Berlin      | bieg na 1500 metrów     | 8. miejsce  | 4:07,52 |
| 2019 | Halowe mistrzostwa Europy                 | Glasgow     | bieg na 1500 metrów     | 5. miejsce  | 4:11,92 |
| 2019 | I liga drużynowych mistrzostw Europy      | Sandnes     | bieg na 1500 metrów     | 1. miejsce  | 4:50,60 |
| 2019 | Mecz Europa – USA                         | Mińsk       | bieg na 1500 metrów     | 6. miejsce  | 4:07,03 |
| 2019 | Mistrzostwa świata                        | Doha        | bieg na 1500 metrów     | półfinał    | 4:17,04 |
| 2021 | Halowe mistrzostwa Europy                 | Toruń       | bieg na 1500 metrów     | 7. miejsce  | 4:22,98 |
| 2021 | I liga drużynowych mistrzostw Europy      | Kluż-Napoka | bieg na 1500 metrów     | 2. miejsce  | 4:15,84 |
| 2021 | I liga drużynowych mistrzostw Europy      | Kluż-Napoka | bieg na 3000 metrów     | 1. miejsce  | 9:01,80 |

## Rekordy życiowe
- bieg na 800 metrów (stadion) – 2:01,93 (2016)
- bieg na 800 metrów (hala) – 2:03,73 (2017)
- bieg na 1500 metrów (stadion) – 4:03,58 (2019)
- bieg na 1500 metrów (hala) – 4:06,77 (2020)
- bieg na milę – 4:30,86 (2016) rekord Białorusi